# Саранчине
Сара́нчине —  село в Україні, у Сенчанській сільській громаді Миргородського району Полтавської області. Населення становить 39 осіб. До 2020 року орган місцевого самоврядування — Корсунівська сільська рада.

## Географія
Село Саранчине знаходиться за 6 км від лівого берега річки Сула, за 1,5 км від села Вовківське.

## Населення

### Мова
Розподіл населення за рідною мовою за даними перепису 2001 року:
| Мова       | Кількість | Відсоток |
| ---------- | --------- | -------- |
| українська | 37        | 94.87%   |
| російська  | 2         | 5.13%    |
| Усього     | 39        | 100%     |